# Carballino
Carballino (en gallego y oficialmente, O Carballiño) es una villa, parroquia y municipio español de la provincia de Orense. Pertenece a la Comarca de Carballino y está limitado por la sierra del Faro y el valle del río Arenteiro, el principal afluente del Avia. 
Situado a 25 km de la capital provincial, bien comunicado y con las autovías AG-54 y AG-53 a su servicio, su cercanía a Orense hace que se configure como ciudad dormitorio de esta.
Es sede del partido judicial de Carballino, que es el partido judicial n.º 7 de la provincia de Orense y uno de los cuarenta y cinco partidos judiciales de Galicia.

## Toponimia
La traducción literal del nombre en español sería 'El Roblecito'.
Frecuentemente, por cuestión de similitud fonética, puede llegar a confundirse con los términos de Carbellino y Carballido (situados el primero en la vecina provincia de Zamora y el segundo muy común en Galicia). Ambos términos tienen idéntica etimología.

## Límites
Limita con los municipios de Irijo, Piñor, San Cristóbal de Cea, Maside, San Amaro, Leiro y Boborás; todos ellos pertenecientes a la provincia de Orense.

## Geografía humana

### Demografía
Cuenta con una población de 14 075 habitantes (INE 2024).

### Municipio
| Gráfica de evolución demográfica de O Carballiño entre 1842 y 2021 |
| |
| Población de derecho según los censos de población del INE Población de hecho según los censos de población del INEEn estos censos se denominaba Carballino: 1842, 1857, 1860, 1877, 1887, 1897, 1900, 1910, 1920, 1930, 1940, 1950, 1960 y 1970 En este censo se denominaba Carballiño: 1981 |

### Villa y parroquia
| Gráfica de evolución demográfica de Carballino entre 2000 y 2022 |
|                                                                  |
| Datos según el nomenclátor publicado por el INE.                 |

## Organización territorial
El municipio está formado por ciento trece entidades de población distribuidas en dieciséis parroquias:
- Arcos (Santa María)
- Banga (Santa Eulalia)[7][16][15]
- Cabanelas (San Juan)[7][17]
- Carballino[14] (San Cipriano)[18]
- Lobanes[14]
- Longoseiro [14] (Santa Marina)[7][19]
- Madarnás (San Tomé)[7][15]
- Mesiego[14] (Santa María)[7][20][15]
- Mudelos (Santiago)
- Partovia (Santiago)
- Piteira[14] (San Miguel)[7][21][22][15]
- Puente-Veiga[14] (San Lorenzo)[7][23]
- Sagra (San Martín)[7][24][25]
- San Juan de Arcos[7][14][26]
- Señorín (San Roque)
- Varón[14] (San Félix)[13][27][28]

## Gastronomía
Uno de los postres típicos son las cañas de Carballino, es una masa de pastelería estirada y cortada en cintas, que se va enrollando en la caña de río, se fríen en una sartén con mucho aceite, para después rellenar con crema pastelera. Hoy forma parte de la producción diaria de cualquier pastelería orensana, pero las más prestigiosas son las de una familia de la localidad de Carballino, por ello incorporaron el nombre de la villa del Arenteiro, famosa además por sus balnearios.
El otro plato conocido es el «Pulpo a la feria» (Polbo á feira), cada año el segundo domingo de agosto, de manera ininterrumpida desde el año 1964 se celebra la «Fiesta del pulpo» en el parque municipal a las orillas del río Arenteiro.

## Patrimonio

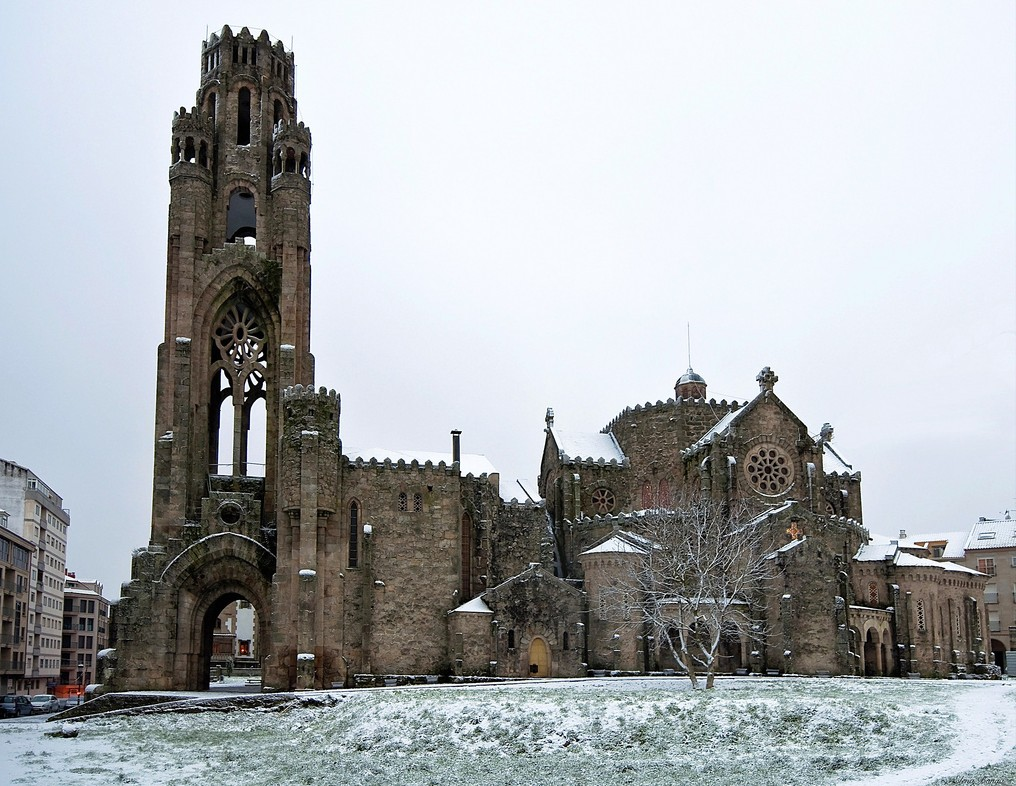
Iglesia de la Vera Cruz.

El monumento más destacado es la iglesia de la Vera Cruz, un edificio del siglo XX, obra de Antonio Palacios.
En el centro se encuentra la iglesia de San Cipriano (San Cibrán) o “Igrexa Vella”.
En la plaza Mayor se encuentra el Ayuntamiento (Casa do Concello) y un monumento a la figura de la pulpeira, mostrando la alta vinculación del pueblo con el pulpo y con esta profesión.

## Deporte
El Club Deportivo Arenteiro es el club de fútbol más importante de la villa, que actualmente milita en la Primera Federación, contando en su haber con más de 1000 socios. En las temporadas 2014/2015 y 2015/2016 ganó la Copa Diputación. Juega sus partidos en el estadio de Espiñedo.
En la temporada 2012/2013 se refundó el Sporting Carballiño  militando actualmente en la 1.ª Autonómica Gr.IV de Galicia, contando con unos trescientos socios y socios colaboradores.[cita requerida]
También cuentan con un equipo de atletismo de reputación autonómica, el "Atletismo Arenteiro". En la temporada 2023 cuenta con cien atletas en sus filas. En sus vitrinas se encuentran más de trescientos podiums individuales, un título nacional título nacional de Medio Maratón por equipos y un nutrido grupo de títulos autonómicos en las diversas modalidades atléticas.[cita requerida]

## Turismo, ocio y naturaleza
Carballino cuenta con uno de los mayores parques naturales de Galicia, junto a los márgenes del río Arenteiro con una gran diversidad de flora.
En el municipio se encuentran dos grandes balnearios: el Gran Balneario y el de Caldas de Partovia.
En la localidad hay numerosas plazas hoteleras, así como de campin y bungalós, muy cerca del parque municipal.

## Alcaldía
El actual[¿cuándo?] alcalde es Francisco Fumega, del (PSdeG); gobierna en minoría.
| Elecciones municipales del 28 de mayo de 2023 |       |         |            |
| Partido                                       | Votos | %       | Concejales |
| PSdeG                                         | 2645  | 34,72 % | 6          |
| Partido Popular                               | 2230  | 29,28 % | 5          |
| ESCO                                          | 1.969 | 25,85 % | 5          |
| BNG                                           | 636   | 8.52%   | 1          |